# Ross 508
Ross 508 är en ensam stjärna belägen i den mellersta delen av stjärnbilden Ormen. Den har en skenbar magnitud av ca 14,18 och kräver ett kraftfullt teleskop för att kunna observeras. Baserat på parallax enligt Gaia Data Release 3 på ca 89,13 mas, beräknas den befinna sig på ett avstånd på ca 36,6 ljusår (11,2 parsek) från solen. Den rör sig bort från solen med en heliocentrisk radialhastighet på ca 42 km/s.

## Egenskaper
Ross 508 är en röd dvärgstjärna i huvudserien av spektralklass M4.5. Den har en massa som är lika med ca 0,18 solmassa, en radie som är ca 0,21 solradie och utsänder energi från dess fotosfär motsvarande ca 0,0036 gånger solen vid en effektiv temperatur av ca 3 100 K.

## Planetsystem
År 2022 visades att en exoplanet i form av en superjord, Ross 508 b, kretsar kring stjärnan med en omloppsperiod av 10,77 dygn, upptäckt med dopplerspektroskopi.
| Planet         | Massa           | Halv storaxel (AE) | Siderisk omloppstid (d) | Excentricitet | Inklination | Radie |
| -------------- | --------------- | ------------------ | ----------------------- | ------------- | ----------- | ----- |
| b (ifrågasatt) | ≥4,00 ± 0,53 M🜨 | 0,05366 ± 0,00049  | 10,77 ± 0,01            | 0,33 ± 0,13   | -           | -     |